# Gare de Sauveterre-la-Lémance
Gare de Sauveterre-la-Lémance vasútállomás Franciaországban, Sauveterre-la-Lémance településen.

## Vasútvonalak
Az állomást az alábbi vasútvonalak érintik:
- Niversac-Agen-vasútvonal

## Kapcsolódó állomások
A vasútállomáshoz az alábbi állomások vannak a legközelebb:
- Gare de Villefranche-du-Périgord
- Gare de Monsempron-Libos